# Кирюхин, Сергей Александрович
Сергей Александрович Кирюхин (род. 23 февраля 1987, Ртищево, Саратовская область) — российский самбист и дзюдоист, чемпион и призёр чемпионатов России и мира по самбо, чемпион Европы по самбо, обладатель Кубка мира по самбо, чемпион Универсиады по самбо, Заслуженный мастер спорта России. Выпускник Санкт-Петербургского военного института физической культуры.

## Биография
Воспитанник Ртищевской детско-юношеской спортивной школы. Начал тренироваться в 10 лет. Его первым тренером был Рафик Мамеднабиев. В 2005 году окончил профессиональное училище № 12 по специальность «повар». Дважды пытался поступить в Саратовский военный институт внутренних войск МВД РФ, но не проходил по конкурсу. В 2005—2006 годах служил в войсках связи, сержант. В 2011 году окончил Санкт-Петербургский военный институт физической культуры в звании лейтенанта. Проживает в Санкт-Петербурге. После переезда в Санкт-Петербург его тренером стал Сергей Кусакин. Член сборной страны с 2011 года.

## Спортивные результаты
- Чемпионат России по самбо 2009 — ;
- Чемпионат России по самбо 2011 — ;
- Чемпионат России по самбо 2012 — ;
- Чемпионат России по самбо 2013 — ;
- Чемпионат России по самбо 2015 — ;
- Чемпионат России по самбо 2016 — ;
- Чемпионат России по самбо 2017 — ;
- Чемпионат России по самбо 2018 — ;
- Чемпионат России по самбо 2019 — ;
- Чемпионат России по самбо 2020 — ;
- Чемпионат России по самбо 2021 — ;
- Чемпионат России по самбо 2022 — ;
- Чемпионат России по самбо 2024 — ;
- Чемпионат России по самбо 2025 — ;

## Награды
- Медаль ордена «За заслуги перед Отечеством» II степени (8 ноября 2023 года) — за большие заслуги в развитии и популяризации самбо в Российской Федерации, многолетнюю добросовестную работу[1]